# BanG Dream! Girls Band Party!
BanG Dream! Girls Band Party!,також відома як Garupa або Bandori ー це мобільна ритмічна гра, розроблена компанією Craft Egg і опублікована Bushiroad для платформ Android та iOS. Гра як частина франшизи BanG Dream! була випущена в Японії в березні 2017 року, а у світі ー в квітні 2018. Також гра була опублікована Mobimon Inc. у Гонконзі, Макао та Тайвані у жовтні 2017 року, Kakao Games у Південній Кореї в лютому 2018, та bilibili у Китаї в травні 2019. Порт на Nintendo Switch був випущений в Японії у вересні 2021 року. 
BanG Dream! користується успіхом у Японії та в усьому світі, чим сприяє зростанню популярності франшизи. Зокрема, у 2018 році на екрани вийшов заснований на грі спіноф аніме-серіал під назвою BanG Dream! Girls Band Party! Pico.

## Сюжет
Сетинг гри в основному відповідає всесвіту BanG Dream! після першого сезону аніме.  Girls Band Party! складається з основної історії, історій груп та історій подій, кожна з яких поділена на сезони.
У першому сезоні основної історії ігровим персонажем є працівниця клубу живої музики CiRCLE, якій співробітниця Маріна Цукішіма доручає знайти виконавиць для запланованої вечірки жіночих груп.  Poppin'Party, основна група франшизи, допомагає гравцеві в пошуках , завдяки чому вони залучають групи Roselia, Afterglow, Pastel Palettes і Hello, Happy World!.  Другий сезон присвячений планам CiRCLE провести другу подібну вечірку. Згодом до гри додають два нових гурти: Morfonica та Raise A Suilen. 
Історії груп окремо зосереджені на музичних гуртах.  У Poppin'Party є чотири такі історії: перша, "Poppin'Party is Born!", є переказом історії формування гурту з першого сезону аніме;  друга, "Colorful, Poppin' Candy", розповідає про зусилля гурту врятувати фестиваль у центрі міста;  "Double Rainbow" зосереджується на суперечці між учасницями, коли клавішниця Аріса Ічіґая усвідомлює, що її відданість групі стає на заваді навчанню;  "Live Beyond!!" фокусується на участі групи у фестивалі Rocking Star Festival та бажанні поширювати свою музику на більшу авдиторію. 
Перші дві історії гурту Afterglow "Afterglow, The Same As Always" і "Tied to the Skies" розповідають про особистісний розвиток вокалістки Ран Мітаке, зокрема конфлікт з батьком в першій та її стосунки з іншими учасницями групи у другій.   Третя історія під назвою "One of Us" змальовує спроби гурту зіграти на музичному заході. 
"Pastel Palettes, The Beginning" описує провальний дебютний концерт айдол-гурту Pastel Palettes та їхні спроби покращити свою репутацію , тоді як у "Luminous Once More" розповідається про мрії та цілі учасниць, а "Title Idol" представляє їхню взаємодію з іншою групою.   Створення Roselia детально описано в їхній першій історії "Bloom of the Blue Rose",  "Neo-Aspect" розповідає про їхні спроби відновити свою гордість після розриву , а в "Sprechchor" змальовані міркування учасниць гурту щодо їхнього майбутнього.  Перша історія гурту Hello, Happy World! під назвою "Smiles To The World! Hello, Happy Union!" зосереджена на їхніх планах підбадьорити травмованого друга групи. У "I Need You!"  розповідається про відновлення старого парку розваг,   а в третій історії "Smile Connection!" гравець стежить за їхньою подорожжю до іншої країни. 
У перших історіях гуртів Morfonica та Raise A Suilen йдеться про їхнє формування.  Друга історія Morfonica, "Fly with the night", стосується майбутнього учасниці Руї Яшіо з гуртом, тоді як у "Coruscate -DNA-" Raise A Suilen розповідається про лідера гурту Чію Тамаде та її родину. 
Події, під час яких гравці змагаються одне з одним за найбільший загальний бал протягом певного періоду часу, також доповнюються історіями. Приклади історій подій включають «Sakura Blooming Party!», де студенти першого курсу збираються на вечірку милування квітами сакури, і «A Song Unfinished», у якій вокалістка Roselia Юкіна Мінато старається виконати пісню, яку написав її батько. 

## Геймплей
Ігровий процес Girls Band Party! полягає в натисканні на кнопки, що з'являються на екрані відповідно до ритму обраної пісні. Кнопок існує декілька видів, а саме:
- звичайні ноти ー кнопки, на які треба натиснути один раз
- протяжні ноти ー кнопки, які треба затиснути
- змахувальні ноти ー кнопки, які треба змахнути швидким рухом вверх; у режимі Special також існують ноти, що необхідно змахнути вліво чи вправо
- особливі жовті ноти ー ноти, що активують навички персонажок [17]

У верхньому правому краю екрана знаходиться шкала здоров'я, яка на початку пісні становить 1000 очок. Збільшення чи зменшення кількості очок здоров'я залежить від того, наскільки успішно гравець натискає на кнопки. Кожен гравець може налаштувати розмір кнопок, швидкість, з якою кнопки з'являються на екрані, рівень складности та інші параметри за своїми вподобаннями. Також доступна зміна дизайну ігрового простору. У 2019 році в грі з’явилася функція музичного відео, що замінює фон ігрового простору на кліпи з аніме.  
Замість системи з використанням енергії, що переважає в безплатних іграх, у Girls Band Party! використовуються так звані Live Boosts. Вони у декілька разів збільшують нагороди, отримані за успішне проходження пісні, але не є обов'язковими до використання.
Зазвичай пісні тривають 1 хвилину 30 секунд, хоча для деяких композицій є також повні треки.  Доступними для гри здебільшого є оригінальні композиції гуртів, а також кавер-версії популярних пісень інших, переважно японських, виконавців. Фанатів японської мультиплікації приємно здивує кількість каверів відомих треків, наприклад на пісні "READY STEADY GO" гурту L'Arc～en～Ciel, або "Shunkan Sentimental" гурту Scandal, що є саундтреками аніме-серіалу Fullmetal Alchemist. Закордонні версії гри також мають ексклюзивні композиції для регіонів: у 2018 році корейський сервер у колаборації з K-pop групою GFriend включив їхні пісні "Me Gustas Tu" та "Time for the Moon Night",  а в глобальній версії протягом обмеженого часу були представлені композиції «Baby Shark» Pinkfong і «Nyan Cat» DaniwellP. Кавер-версії дуетів груп та оригінальних виконавців, як-от виконання Poppin'Party «Days of Dash» із Кономі Сузукі, класифікуються як "Extra" пісні.  Деякі кавери були створені в результаті колаборації BanG Dream! з іншими франшизами. Проєкт Vocaloid,  серія відеоігор Persona  та аніме Is the Order a Rabbit?, Re:Zero − Starting Life in Another World,  A Certain Scientific Railgun T,  Ojamajo Doremi,  Zombie Land Saga,  Tokyo Revengers, That Time I Got Reincarnated as a Slime і Chainsaw Man співпрацювали з Girls Band Party!, завдяки чому в грі з'явилися нові кавери та лімітовані картки персонажів. Колаборація з аніме Zombie Land Saga включала появу персонажа Котаро Тацумі, який став першим озвученим чоловічим персонажем у грі.
Гравці отримують очки досвіду (EXP) під час проходження пісень та прочитання діалогів між персонажками.  Персонажки повністю озвучені за допомогою 2,5D руху через технологію Live2D, а їхня взаємодія зображена у стилі візуальної новели.  Подальші діалоги можна розблокувати, покращуючи картки персонажок та збільшуючи кількість очок досвіду.   EXP також підвищує рівень групи, що відкриває додаткові розділи в історіях групи. 
Для проходження пісень необхідно використовувати картки персонажок. Картки відрізняються між собою за типами (Cool, Powerful, Pure, Happy) та ступенем рідкісности (від 1-єї зірки до 5-ти). Отримати картки можна в декілька способів, однак найпоширенішим з них є використання ігрової ґача системи, що заснована на удачі гравців. У ґачі гравці використовують ігрову валюту, що має назву зірки, та може бути отримана завдяки проходженню пісень, подій або куплена за реальні гроші. 
У грі доступні декілька ігрових режимів, розрахованих на одного гравця:
- Free Live
- Challenge Live
- Medley Live

А також багатокористувацьких:
- Multi Live
- VS Live
- Team Live

## Розробка та випуск
Франшиза BanG Dream! була створена у 2014 році головою Bushiroad Такаакі Кідані у співпраці з Craft Egg. Спочатку розглядалося створення гри-симулятора або головоломки, однак генеральний директор Craft Egg Шуічі Морікава вирішив створити Girls Band Party! як музичну гру. Щоб вирізнити її з-поміж конкурентів у цьому жанрі, компанія Craft Egg додала кавер-версії популярних пісень, а також зробила гру безплатною. Розробка гри тривала з серпня по листопад 2016 року; розробники планували випустити її разом із трансляцією аніме в березні 2017 року.  Попередня реєстрація була відкрита 1 січня 2017 року. До запуску гри її завершило понад 560 000 гравців.  Закрите бета-тестування стартувало 17 лютого.  
Гра була вперше випущена в Японії 16 березня 2017 року.  19 жовтня того ж року компанія Mobimon Inc. опублікувала версію традиційною китайською мовою в Гонконзі, Макао та Тайвані.  Корейський сервер Kakao Games запрацював 6 лютого 2018 року.   Глобальна англійська версія була вперше випущена в Сінгапурі 29 березня 2018 року, а 4 квітня відбувся світовий реліз. 30 травня 2019 року Китай отримав власний сервер. 
На основі гри було випущено додаток доповненої реальності під назвою BanG Dream! Garupa А.Р.!, що був доступний до завантаження протягом обмеженого періоду, починаючи з 9 січня 2018 року.  У 2019 році Girls Band Party! об'єдналася з SCRAP Co., щоб організувати «Find the Random Star!» ー гру, схожу на квест-кімнату, у якій учасники шукали загублену гітару головної героїні гри Касумі Тоями, розгадуючи загадки, розташовані по всьому місту. Захід тривав з 4 грудня 2019 року по 29 лютого 2020 року в Токіо, Нагої та Осаці. 
На підтримку гри були проведені різні рекламні заходи. 13-14 січня 2018 року п’ять гуртів франшизи взяли участь у Garupa Live і Garupa Party! на Tokyo Big Sight, який включав турнір і виступи.  У 2019 і 2020 роках гра була спонсором Wrestle Kingdom 13 і 14 від New Japan Pro-Wrestling.  Актор Тошіхіро Яшіба, акторка Марі Іітойо та користувачі YouTube з нікнеймами Hikakin і Fischer's знімалися в рекламі Girls Band Party!.   Спільний рекламний ролик Girls Band Party! і фільму Ao-Natsu, у якому знялися актори Вакана Аої та Хаяно Сато, вийшов в ефір у червні 2018 року.   
BanG Dream! Girls Band Party! Pico ー це чібі аніме-серіал від Sanzigen, прем’єра якого відбулася 5 липня 2018 року.  Два додаткові сезони Pico у 2020 і 2021 роках були створені як спіноф основного аніме BanG Dream!.   Bushiroad і Kadokawa Corporation також випустили антологічну серію манґи під назвою BanG Dream! Комікс-антологія Garupa Pico, що включає комікси від 17 художників, 14 березня 2019 року.  Манґа-адаптація історій подій під назвою BanG Dream! Girls Band Party! Перша сторінка була випущена 16 березня 2021 року. 
Щоб відсвяткувати п’яту річницю гри, 10 і 17 березня 2022 року був випущений двосерійний анімаційний фільм від Sanzigen під назвою BanG Dream! Girls Band Party! Анімація до 5-ї річниці: вечірка подяки CiRCLE!
11 жовтня 2023 року корейський сервер оголосив про припинення роботи 31 січня 2024 року. У компенсацію всі гравці на сервері отримали 450 000 зірок і 800 підсилювальних напоїв.
18 грудня 2023 року було оголошено, що з 4 січня 2024 року Craft Egg більше не буде співрозробником гри. Відтоді за розробку відповідає виключно Bushiroad. 

## Порт Nintendo Switch
28 лютого 2021 року компанія Bushiroad оголосила випуск порту на платформу Nintendo Switch.  У розробці порту допомогла компанія Rocket Studio.  Демоверсію було запущено 5 серпня перед її релізом у Японії 16 вересня  На відміну від мобільної гри, яка є безплатною, за версію Switch треба платити. 

## Відгуки
BanG Dream! Girls Band Party! отримала позитивні відгуки. Зокрема, Джессіка Ліонг із ComicsVerse назвала її «можливо, найпопулярнішою» частиною франшизи.  Розмовляючи з Real Sound у 2018 році, Кідані сказав, що популярність франшизи різко виросла після випуску гри, зазначивши, що її «рівень досконалості» був одним з основних факторів. 
У огляді 2018 року для ComicsVerse Гейден Мозлі зазначив, що гра дає «забагато свободи» гравцям, що корисно для тих, хто має досвід ритмічних ігор, але може ускладнити гру для новачків. Попри це, він припустив, що більша частина привабливості гри походить від взаємодії між персонажками, описуючи це як «перегляд аніме, в яке можна грати». Він також похвалив Girls Band Party! за «складний», але «корисний і неймовірно веселий» ігровий процес, дійшовши висновку, що «музика та дівчата цілком варті того, щоб дізнатися про них більше».  Описуючи її як «дуже милу ритмічну гру», Елізабет Генґес з XDA Developers назвала Girls Band Party! однією з найкращих ігор для Android 2020 року та написала, що хоча ґача система «інколи може дратувати», можна легко обійтися не витрачаючи грошей. 
У Японії гра перевищила чотири мільйони завантажень за перші шість місяців після випуску;  до листопада 2019 року в грі було понад 11 мільйонів японських гравців.  З 2017 по 2018 рік вона зібрала 31.2 мільярдів єн. У 2018 році гра була 15-ю найуспішнішою мобільною грою та другою найуспішнішою ритмічною грою в Японії за доходами, поступившись лише The Idolmaster Cinderella Girls: Starlight Stage.  Всесвітній сервер гри англійською мовою перевищив один мільйон завантажень за два місяці , а в серпні 2018 року — десять мільйонів. 
Girls Band Party! отримала нагороди в Японії, як-от «Рейтинг найкращих ігор» від App Store і «Головний приз за гру на вибір гравців» Google Play у 2017 році.

## Зовнішні посилання
- Girls Band Party! official website (яп.)
  - Girls Band Party! English official website